# Arachniodes yoshinagae
Arachniodes yoshinagae là một loài thực vật có mạch trong họ Dryopteridaceae. Loài này được (Makino) Ching miêu tả khoa học đầu tiên năm 1964.